# HIGH CARD 至高之牌
《HIGH CARD》是由KADOKAWA、颯美和TMS娛樂推出的日本跨媒體企劃，已推出動畫、漫畫、小說等作品。故事原作由河本焰、武野光和TMS娛樂負責創作。2021年6月，初次公開關於本作的消息。10月20日，公開企劃宣傳片及主要角色的聲優陣容。2022年7月6日，宣佈由雲雀工作室负责制作的電視動畫將於2023年1月首播，並公開宣傳片和主視覺圖。宣傳片披露片头曲是搖滾樂隊FIVE NEW OLD主唱的《Trickster》。

## 登場人物
芬恩·歐德曼（Finn Oldman，聲：佐藤元）
擁有的 X-Playing Card 是黑桃2。男主角，17歲，無鐵砲的性格，幼時因事故失去家人，被孤兒院養大。能力是拔槍直接射擊，子彈不會用完。有一頭金發，穿著芥末色西裝。
克里斯·雷德格雷夫（Chris Redgrave，聲：增田俊樹）
擁有的 X-Playing Card 是紅心5。23歲，時常搭訕女性的軟派男。甜食黨。能力是不朽的身體。芬恩的指導者和穿著暗紅色套裝。
雷歐·康斯坦丁·皮諾克爾（Leo Constantine Pinochle，聲：堀江瞬）
擁有的 X-Playing Card 是方塊7。14歲。社長的兒子。有著超齡的教養與軍事才能。能力將黃金變成其等價物。穿著公学校服。
溫蒂·佐藤（Wendy Sato，聲：白石晴香）
擁有的 X-Playing Card 是黑桃A。21歲的美人。父親是劍術家。有著認真的性格。喜歡酒，能力是讓劍出現並附身成為劍聖。
維傑·庫馬爾·辛（Vijay Kumar Singh，聲：梅原裕一郎）
擁有的 X-Playing Card 是梅花3。26歲，熱愛植物。溫和的性格，擅長料理。具有印度支那般的皮膚和外觀，淡綠色三件套，下擺下擺裝飾植物花卉圖案，能力是操縱植物。
伯納德·西蒙斯（Bernard Symons，聲：山路和弘）
皮諾克爾的唯一總經理。從送達皇室命令到泡茶，他無所不包。一位戴眼鏡的老先生。
西奧多·康斯坦丁·皮諾克爾（Theodore Constantine Pinochle，聲：小野大輔）
雷歐的父親。擁有的 X-Playing Card 是方塊Q。使用後能變出手套裝備以及看穿隱形對手，詳細能力目前不明。
歐文·歐迪斯（Owen Alldays，聲：島崎信長）
西奧多的秘書。
諾曼·金史塔特（Norman Kingstat，聲：關俊彥）

布里斯特·布里茲·布羅哈斯特（Blist Blitz Broadhurst，聲：武內駿輔）

布蘭蒂·布魯梅塔爾（Brandy Blumenthal，聲：園崎未惠）

班·克倫戴克（Ban Klondike，聲：關智一）
擁有的 X-Playing Card 是方塊K。使用後能變出手套裝備，讓接觸到的物體隨心所欲旋轉。
提爾特（Tilt，聲：豐永利行）

鮑比·博爾（Bobby Ball，聲：澤城千春）
能力將他接觸到的任何東西變成大理石。
葛雷格·楊格（Greg Young，聲：森川智之）
資深偵探。
舒格·琵斯（Sugar Peas，聲：高橋李依）
楊的手下新人刑警。
看見罪人（聲：石田彰）

午餐人（聲：千葉繁）

加森（聲：小畠正文）

千（聲：福島潤）

尼克斯隊（聲：小林優）

林賽・貝茲（聲：花輪英司）

朱利葉斯・福蘭（聲：佐佐健太）

## 出版書籍

### 漫畫
| 卷數 | 史克威尔艾尼克斯 | 史克威尔艾尼克斯       | 長鴻出版社     | 長鴻出版社             |
| 卷數 | 發售日期         | ISBN                   | 發售日期       | ISBN                   |
| ---- | ---------------- | ---------------------- | -------------- | ---------------------- |
| 1    | 2023年1月7日     | ISBN 978-4-757-58337-5 | 2024年8月7日   | ISBN 978-6-260-08966-5 |
| 2    | 2024年1月6日     | ISBN 978-4-757-58994-0 | 2024年10月23日 | ISBN 978-6-260-09333-4 |
| 3    | 2024年7月5日     | ISBN 978-4-757-59282-7 | 2024年12月11日 | ISBN 978-6-260-09476-8 |

## 電視動畫

### 主题曲
第一季
片頭曲「Trickster」
歌：FIVE NEW OLD
作词：Hiroshi Nakahara、Jamil Kazmi，作曲：FIVE NEW OLD
第1话用作片尾曲
片尾曲
歌：めいちゃん
作词：めいちゃん、田中秀典，作曲：めいちゃん、PRIMAGIC，编曲：PRIMAGIC
第1话未使用
第二季
片頭曲「Showdown」
歌：FIVE NEW OLD
作詞：Hiroshi Nakahara、Jamil Kazmi，作曲：FIVE NEW OLD、Hayato Yamamoto
第20话未使用
片尾曲
歌：Raon
作詞、作曲、編曲：トミタカズキ

### 各話列表
| 話數   | 標題   | 中文標題         | 劇本     | 分鏡                | 演出                                        | 作畫監督 | 动作作监                       | 特效作监 | 机械作监 | 總作畫監督                     | 首播日期      |
| 第一季 | 第一季 | 第一季           | 第一季   | 第一季              | 第一季                                      | 第一季 | 第一季                         | 第一季   | 第一季   | 第一季                         | 第一季        |
| ------ | ------ | ---------------- | -------- | ------------------- | ------------------------------------------- | --- | ------------------------------ | -------- | -------- | ------------------------------ | ------------- |
| 1      |        | 神秘一枪         | 山下宪一 | 和田纯一            | 松川朋弘                                    | 山中纯子、渡边真由美、望月俊平 桥森有加、河野望、稻田真树 饭田光寻、永田阳菜、樋上彩 高田真理、松浦有纱                                                                                                   | 望月俊平                       | 桥本敬史 | 大河广行 | 河野望                         | 2023年 1月9日 |
| 2      |        | 做出选择         | 犬饲和彦 | 佐佐木萌            | 佐佐木萌                                    | 小见川美穗 桥森有加、永田阳菜、河野望 渡边真由美、稻田真树、饭田光寻 | 羽山淳一                       | 桥本敬史 | 大河广行 | 永田阳菜                       | 1月16日       |
| 3      |        | 疯狂富豪         | 永井真吾 | 三田新              | 三田新                                      | 河野望、望月俊平、饭田光寻 桥森有加、、樋上彩 渡边真由美、稻田真树 | 望月俊平                       | 桥本敬史 | 大河广行 | 河野望                         | 1月23日       |
| 4      |        | 武士女孩         | 山下憲一 | 佐佐木萌            | 野亦則行                                    | 永田陽菜、山中純子、松本勝次 宇津木勇、渡邊真由美、飯田光尋 稻田真樹、橋森有加、 樋上彩、一居一平、服部憲知 小沼克介、小野木三齊、幸野浩二 廣瀨智仁                                                       | 望月俊平、 田野光男、 羽山淳一 | 桥本敬史 | 不適用   | 永田陽菜、 河野望              | 1月30日       |
| 5      |        | 權利遊戲         | 犬飼和彥 | 三田新              | 三田新                                      | 山中純子、河野望、樋上彩 稻田真樹、橋森有加、 渡邊真由美、飯田光尋、幸野浩二 廣瀨智仁、小野木三齊 | 望月俊平                       | 桥本敬史 | 大河广行 | 河野望                         | 2月6日        |
| 6      |        | 奪回五           | 永井真吾 | 松川朋弘            | 松川朋弘                                    | 一居一平、樋上彩、佐佐木幸惠 渡邊真由美、山田なぎさ、酒井KEI 橋森有加、池田佳織、木村拓馬 幸野浩二、川森昇、稻田真樹 小野木三齊、廣瀨智仁、Kim Kwangwoo Lee Haneul、上田彩朔、安形佳己 小沼克介、星月動畫 | 望月俊平、 田野光男            | 桥本敬史 | 大河广行 | 永田陽菜                       | 2月13日       |
| 7      |        | 愛與虛假         | 犬飼和彥 | 岡本英樹            | 福井洋平                                    | 河野望、、稻田真樹 安形佳己、樋上彩、渡邊真由美 橋森有加、木村拓馬、上田彩朔 小野木三齊、幸野浩二、小沼克介、壽門堂首爾                                                                                   | 羽山淳一、 望月俊平            | 桥本敬史 | 不適用   | 河野望                         | 2月20日       |
| 8      |        | 燒熱             | 山下憲一 | 鈴木吉男、 辻初樹   | 一居一平                                    | 稻田真樹、橋森有加、山中純子 、渡邊真由美、幸野浩二 樋上彩、安形佳己、小野木三齊 望月俊平、王宣靜、中城悅雄 一居一平、小沼克介、河野望 永田陽菜、尤凱、龍光                                               | 羽山淳一、 田野光男            | 桥本敬史 | 不適用   | 河野望                         | 2月27日       |
| 9      |        | 在你身邊         | 永井真吾 | 辻初樹              | 渡邊英俊 、逖洲衽兆、                       | 幸野浩二、稻田真樹、渡邊真由美 山中純子、橋森有加、 樋上彩、小野木三齊、廣瀨智仁 小沼克介、中城悅雄 | 羽山淳一、望月俊平             | 桥本敬史 | 大河廣行 | 永田陽菜、 河野望              | 3月6日        |
| 10     |        | 分開             | 犬饲和彦 | 梅本唯              | 北村真咲                                    | 佐藤正树 | 羽山淳一、望月俊平             | 桥本敬史 | 大河廣行 | 河野望                         | 3月13日       |
| 11     |        | 克里斯           | 山下憲一 | 江副仁美            | 金森勝                                      | 橋森有加、稻田真樹、渡邊真由美 、、幸野浩二 小野木三齊、小沼克介、中城悦雄 、伊藤哲也、久保正 Jumondou Seoul、                                                                                            | 望月俊平、 羽山淳一、 田野光男 | 桥本敬史 | 大河廣行 | 永田陽菜                       | 3月20日       |
| 12     |        | 芬               | 永井真吾 | 和田純一            | 木村真一郎、 福井洋平                       | 幸野浩二、渡邊真由美、 橋森有加、小野木三齊、稻田真樹 山中純子、望月俊平、廣瀨智仁 安形佳己、樋口博美、木村拓馬 上田彩朔、中城悅雄、河野望                                                                | 望月俊平、 羽山淳一、 田野光男 | 桥本敬史 | 大河廣行 | 河野望                         | 3月27日       |
| 第二季 |        |                  |          |                     |                                             | |                                |          |          |                                |               |
| 13     |        | 夢魘騎士         | 山下宪一 | 三浦唯              | 又野弘道                                    | 渡邊真由美、望月俊平、橋森有加 河野望、稻田真樹、幸野浩二 王宣靜、石田千夏、中城悅雄 | 望月俊平、 羽山淳一、 田野光男 | 桥本敬史 | 不適用   | 河野望、 渡邊真由美            | 2024年 1月8日 |
| 14     |        | 英雄的真相       | 犬飼和彦 | 田头忍              | 菅井嘉浩                                    | 飯飼一幸、石川慎亮、 渡邊一平太、遠藤里蘭、藤彩七 | 望月俊平                       | 不適用   | 不適用   | 山中純子                       | 1月15日       |
| 15     |        | 應門             | 永井真吾 | 辻初树              | 吉田俊司                                    | 高鉾诚 | 望月俊平                       | 桥本敬史 | 不適用   | 高鉾诚                         | 1月22日       |
| 16     |        | 曾幾何時         | 山下憲一 | 三田新              | 三田新                                      | 河野望、渡边真由美、王宣静 稻田真树、桥森有加、石田千夏 中城悦雄、Song Hyeon-ju、Han Eun-mi Choe Yun-hui                                                                                                  | 望月俊平                       | 不適用   | 不適用   | 河野望、 渡邊真由美            | 1月29日       |
| 17     |        | 看看我           | 犬飼和彦 | 森邦宏              | 木村真一郎                                  | 稻田直樹、橋森有加、中城悦雄 石田千夏、河野望、渡邊真由美 山中純子、王宣靜、Kim Wonhui Kim Jongim、Kim Sukhui、Lee Huiju                                                                                  | 望月俊平                       | 不適用   | 不適用   | 河野望、 渡邊真由美            | 2月5日        |
| 18     |        | 握住你的手       | 永井真吾 | 辻初樹              | 逖洲衽兆、 木村真一郎 木野目優、 John Smith | 橋森有加、中城悅雄、石田千夏 稻田真樹、河野望、山中純子 王宣靜、渡邊真由美 Kim Sungbum、Yoon Seunghyun | 望月俊平、 田野光男            | 不適用   | 不適用   | 河野望、 渡邊真由美            | 2月12日       |
| 19     |        | 囚犯             | 犬飼和彥 | 森邦宏              | 山內東生雄                                  | 遠藤里蘭、江島明里 藤彩七、竹內寬、清水椋大 飯飼一幸、石川慎亮、久恆直樹 | 望月俊平                       | 橋本敬史 | 不適用   | 山中純子                       | 2月19日       |
| 20     |        | 拉拉瓦爾登克萊因 | 山下憲一 | 和田純一            | 水本葉月                                    | 王宣靜、橋森有加 稻田真樹、石田千夏 河野望、渡邊真由美、望月俊平 中城悅雄、Kim Sungbum、Yoon Seunghyun Lin Wei、Liu Deng Chen、Zhu Hong Yun                                                               | 望月俊平、 田野光男            | 橋本敬史 | 不適用   | 河野望、 渡邊真由美            | 2月26日       |
| 21     |        | 科明節           | 永井真吾 | 於地紘仁            | 吉田俊司                                    | 山中純子、野武洋行 服部憲知、伊邊司 | 望月俊平                       | 橋本敬史 | 不適用   | 河野望                         | 3月4日        |
| 22     |        | 勝者或敗者       | 山下憲一 | 三田新              | 三田新                                      | 河野望、王宣靜、稻田真樹 橋森有加、石田千夏、中城悅雄 山中純子、Kim Sungbum Yoon Seunghyun、Lee Donghoon                                                                                                  | 望月俊平、 田野光男            | 橋本敬史 | 不適用   | 河野望、 渡邊真由美            | 3月11日       |
| 23     |        | 甜蜜之家         | 犬饲和彦 | 水上武志、 和田纯一 | 木村真一郎                                  | 河野望、王宣静、稻田真树 桥森有加、石田千夏、中城悦雄 山中纯子、安形佳己、山形孝二 二宫奈那子、Kim Sungbum Yoon Seunghyun、Lee Donghoon                                                                   | 望月俊平                       | 望月俊平 | 不適用   | 河野望、 渡边真由美、 永田阳菜 | 3月18日       |
| 24     |        | 最后一击         | 永井真吾 | 和田純一            | 和田純一                                    | 河野望、山中純子、稻田真樹 王宣靜、橋森有加、中城悅雄 山形孝二、久恆直樹、樋口博美 安形佳己、望月俊平 | 望月俊平                       | 橋本敬史 | 大河廣行 | 河野望                         | 3月25日       |

### BD / DVD
| 卷數    | 發售日期      | 收錄話數        | 規格編號   | 規格編號   |
| 卷數    | 發售日期      | 收錄話數        | BD         | DVD        |
| season1 | season1       | season1         | season1    | season1    |
| ------- | ------------- | --------------- | ---------- | ---------- |
| 1       | 2023年4月26日 | 第1話 - 第3話   | ZMXZ-16371 | ZMBZ-16381 |
| 2       | 2023年5月24日 | 第4話 - 第6話   | ZMXZ-16372 | ZMBZ-16382 |
| 3       | 2023年6月28日 | 第7話 - 第9話   | ZMXZ-16373 | ZMBZ-16383 |
| 4       | 2023年7月26日 | 第10話 - 第12話 | ZMXZ-16374 | ZMBZ-16384 |
| season2 |               |                 |            |            |
| 5       | 2024年3月27日 | 第13話 - 第15話 | ZMXZ-17291 | ZMBZ-17301 |
| 6       | 2024年4月24日 | 第16話 - 第18話 | ZMXZ-17292 | ZMBZ-17302 |
| 7       | 2024年5月29日 | 第19話 - 第21話 | ZMXZ-17293 | ZMBZ-17303 |
| 8       | 2024年6月26日 | 第22話 - 第24話 | ZMXZ-17294 | ZMBZ-17304 |

## 外部連結
- 官方網站（日語）
- HIGH CARD 至高之牌的X（前Twitter）（日語）